# Крыжановские
Крыжановские (Крыженовские, пол. Krzyżanowski) — дворянский род, происхождением из Польши.
Древнеславянская фамилия («Крыж» на славянском означает «крест») встречалась издревле в Киевской Руси (Украине, России, Беларуси), Польше, Сербии (Крижанич). Упоминалась в переписях Древней Руси. У первого царя Всея Руси Ивана Грозного эта фамилия входила в особый список знатных фамилий. В XVI—XVII веках носители этой фамилии встречались в старых расписках и принадлежали к высшему муромскому духовенству. Среди Крыжановских были российские, малороссийские (украинские) и польские дворяне. В Пажеском корпусе Царского двора служило 6 Крыжановских. Поместье Крыжановских известно в Виннице, усадьба графини Крыжановской на Кубани.
Обладатели этой фамилии основывали поселения: «Крыжановки» не только на Украине, (Винницкая, Хмельницкая, и Одесская области) но и в России (Кубань, Сибирь). Улицы Крыжановского и Кржижановского (польский вариант) есть в Москве и других городах России и Украины.
Многие Крыжановские стали жертвами сталинских репрессий, в основном в 1937—1938 гг. До 1941 г. из 114-и арестованных Крыжановских (мужчин) — 42 были расстреляны, из остальных многие погибли на каторжных работах в концлагерях; из 27-и женщин Крыжановских 3 были расстреляны, остальные высланы на спецпоселения.
11.01.1801 Император Павел I утвердил герб Крыжановских.

## Описание герба
В щите, имеющем пурпуровое поле, золотой полумесяц, рогами вверх. Под ним крестообразно положены золотые сабля и стрела, остриями к левому боку щита (изм. польский герб Бакалович), по сторонам их две шестиугольные золотые звезды (совместно с полумесяцем изм. польский герб Бойомир).
Щит увенчан дворянскими шлемом и короной. Нашлемник: три страусовых пера. Намёт на щите пурпуровый, подложенный золотом. Герб рода Крыжановских внесен в Часть 6 Общего гербовника дворянских родов Всероссийской империи, стр. 145.

## Военачальники
Род Крыжановских известен в истории государства Российского заслугами в приращении земель будущей Империи Сибирью, Средней Азией, Кубанью и Кавказом. Среди известных Крыжановских были:
- Крыжановский Иван - сын боярский, воевода в Олекминске (1676)[2].
- Юрий Крыжановский, - сын боярский, воевода (1676-1678) продолживший дело Ермака и дошедший с отрядом казаков до берегов Тихого океана. Против него восстали тунгусы, не желавшие платить дань (ясык), они перебили часть казаков и осадили Охотск, но взять его штурмом не смогли и отступили. Впоследствии воевода осужден (1678), посажен в острог за лихоимство и блуд с туземками.
- Крыжановский Фёдор - (первая половина XVII в.) - сотник Запорожской сечи дал начало запорожской ветви генеральной старшины Запорожских казаков Крыжановских. В Генеральную старшину и число полковников войска Малороссийского (до 1764) входили и Крыжановские. В период гетманства К. Разумовского (1747—1764) участвовал в реформе казачьих войск, судебной реформе, программе обязательного обучения казацких детей. После ликвидации Запорожской сечи российскими войсками (1775) по манифесту Екатерины Великой запорожское войско привёл под Одессу Крыжановский, где и основал ещё одно селение Крыжановку. Впоследствии из этих казаков возникло Черноморское и Кубанское казачество и Крыжановские служили поколениями в царской армии.
- Фёдор Григорьевич Крыжановский - генерал Кубанского казачьего войска, после революции председатель Кубанского Правительства.

- Генерал-лейтенант Максим Константинович Крыжановский (1771—1839) — герой Отечественной войны (18120, участник европейских походов, многократно ранен в боях, командовал Финляндским полком в Бородинском сражении. Награждён орденами. Похоронен в ограде Петропавловского собора в Санкт-Петербурге.
- В Бородинском сражении принимал участие и другой Крыжановский, выходец с Украины, который командовал польским корпусом на стороне Наполеона. После разгрома Наполеоновских войск он бежал в Польшу и принял фамилию Кржижановский.
- Николай Андреевич Крыжановский (1818—1888) - генерал-лейтенант, участвовал в боях с горцами на Кавказе, начальник артиллерии Южной армии в Крымской войне, Варшавский военный генерал-губернатор, Оренбургский генерал-губернатор. Участвовал в туркестанских походах по завоеванию Средней Азии. Много внимания уделял развитию образования, писал книги, романы и статьи, в том числе по военному делу.
- Павел Андреевич Крыжановский - генерал от артиллерии и член Военного совета России. Участвовал в обороне Севастополя (1853—1856). Также известен генерал майор артиллерии Иван Антонович Крыжановский.
- Андрей Николаевич Крыжановский вместе с отцом Николаем Андреевичем Крыжановским участвовал в Туркестанских походах и командовал шестым Оренбургским полком. Отличился при взятии Бухары.
- Владимир Васильевич Крыжановский - генерал-лейтенант, командовал 50-и тысячной армией Кубанских казаков, с разгромом которой конницей Будённого закончилась гражданская война.
- Всеволод Владимирович Крыжановский (1892—1980) - полковник Белой армии генерала Маркова, бежавший после разгрома красными войсками во Францию.
- В. Г. Крыжановский - полковник казацкого повстанческого отряда (1920), воевал с красными на Кубани и продолжал партизанскую войну после разгрома белых армий. Генерал-майор Иван Яковлевич Крыжановский после разгрома белых бежал в Германию.
- Николай Николаевич Крыжановский - генерал-майор (1913), перешёл на сторону Красной армии, служил в Артиллерийском управлении, репрессирован по делу «Весна».
- Савва Поликарпович Крыжановский -  Герой Советского Союза в Великую Отечественную войну.
- Владимир Александрович Крыжановский (1905—1977) - полный кавалер ордена Славы.

## Священнослужители и богословы
Священнослужители Крыжановские были православными, католиками и протестантами.
- Архиепископ Афиноген Крыжановский, (1630) явился в г. Путивль, покаялся и принял православие.
- Крижанич Юрий, — священник, учёный серб, сподвижник опального патриарха Никона, сослан в Сибирь (1661), известен, как автор книги «Русское государство в половине XVII века».
- Владимир Крыжановский — архимандрит на Украине (XVIII век).
- Архиепископ Смарагд (Александр Петрович Крыжановский) — родился в семье украинского священника Петра Михайловича Крыжановского (1796). Воспитатель будущего императора Александра второго, архиепископ Могилёвский (1836), Орловский, Ливенский, Курский, Рязанский и Зарайский (1833—1835) присоединил около 110 тысяч белорусских униатов к православию. Вёл миссионерскую работу среди калмыков. Ректор Киевской семинарии и Санкт-петербургской академии. По свидетельству современников отличался горячим нравом.
- Епископ Агапит (Крыжановский) — архимандрит Почаевской лавры (1944) иммигрировал в Аргентину, где в Сан-Пауло служил в Русской православной церкви за границей (ум. 1965).
- Евфимий Михайлович Крыжановский (1831—1888) — русский православный богослов.
- Григорий Яковлевич Крыжановский — православный богослов и писатель.
- Ряд протоиереев Крыжановских различных православных епархий московского патриархата и Русской православной церкви за границей.
- Крыжановский — настоятель Балтского монастыря Новороссии (Одесской области).

Протестантские священнослужители Крыжановские менее известны.

## Государственные и общественные деятели
- Крыжановский Александр Фёдорович - губернатор Пензенской губернии (1809).
- Николай Андреевич Крыжановский - Варшавский губернатор, генерал-губернатор Оренбургской губернии.
- Сергей Ефимович Крыжановский (1862—1913) министр  внутренних дел России после убийства Столыпина, сенатор, тайный советник, Государственный секретарь, автор и разработчик важнейших государственных законов. В студенческие годы имел революционные взгляды.
- Никанор Федорович Крыжановский (1859—1891) - революционер. Родился в Подольской губернии в семье священника, учился в духовной семинарии. За революционную деятельность приговорён к смертной казни, заменённой на 20 лет каторги. Дважды бежал из Сибири с каторги. заключён в Петропавловскую крепость, потом отправлен в ссылку на о. Сахалин.
- Петр Адамович Крыжановский - зам. Председателя Одесского окружного суда, почётный мировой судья Одессы, статский советник, градоначальник Одессы (1897 и 1905).

## Ученые
Среди Крыжановских несколько сотен кандидатов и докторов экономических, юридических, философских, технических и др. наук:
- Кржижановский Глеб Максимилианович (1872—1959) известный учёный энергетик, экономист, академик и вице-президент Академии Наук СССР, революционер, советский государственный и партийный деятель, руководитель плана ГОЭЛРО по электрификации России, председатель Госплана СССР (1925—1930).
- Сергей Григорьевич Крыжановский (1891—1961) — доктор биологических наук, профессор.

## Писатели и деятели культуры
- Крыжановский Евфимий Михайлович (1831—1888) - богослов.
- Крыжановский Григорий Яковлевич (г/р 1858) - богослов.
- Крыжановская Вера Ивановна (1857—1924) - автор популярных исторических и любовных романов.

## Композиторы
- Крыжановский Даниил Яковлевич (1856—1894) - педагог, написал музыку к песне: «Реве та стогне Дніпр широкий».
- Крыжановский Иван Иванович (1867—1924) - музыковед, физиолог, доктор медицины.
- Крыжановский Богдан Владимирович (1894—1955) - советский композитор, заслуженный артист РСФР.
- Кржижановский Игнатий, (1826—1905) - польский композитор и пианист.